# Komet Comas Solá
Komet Comas Solá  (uradna oznaka je 32P/ Comas Solá) je periodični komet z obhodno dobo okoli 8,8 let. Pripada Jupitrovi družini kometov.

## Odkritje
Komet je odkril 5. novembra 1926 španski (katalonski) astronom Josep Comas i Solà (1868–1937) na Observatoriju Fafra v Barceloni, Španija, med rednim delom fotografiranja asteroidov. Komet je takoj po odkritju postal zanimiv zaradi predvidevanj nekaterih astronomov, da je to izgubljeni komet Spitaler (113P/Spitaler). P. Ramensky je raziskal tirnico za nazaj vse do leta 1911. Ugotovil je, da je komet letel zelo blizu Jupitra v maju leta 1912. Pred tem je komet imel oddaljenost perihelija 2,15 a.e. in obhodno dobo 9,43 let. S tem je pokazal, da ni izgubljeni komet Spitaler.